# پائول دروده
پائول درود (انگلیسی: Paul Drude؛ زاده ۱۲ ژوئیهٔ ۱۸۶۳ درگذشته ۵ ژوئیهٔ ۱۹۰۶) یک دانشمند در زمینه فیزیک‌دان اهل آلمان بود.